# Yakuza Princess
Yakuza Princess è un film del 2021 diretto da Vicente Amorim. È basato sulla graphic novel Samurai Shiro di Danilo Beyruth.

## Trama
A San Paolo, la ventunenne Akemi scopre il suo legame con la yakuza, che la vuole morta.